# Li Xiaoqin
Li Xiaoqin (nacida el 5 de diciembre de 1961 en Pekín) es una exjugadora de baloncesto china. Consiguió 1 medalla de bronce con China en los Juegos Olímpicos de Los Ángeles 1984.